# Välsigna du vårt påskalamm
Välsigna du vårt påskalamm är en psalm med text skriven av Petter Dass översatt till svenska av Jan Arvid Hellström 1993. Musiken är skriven av Johan Varen Ugland.

## Publicerad i
- Psalmer i 90-talet som nr 846 under rubriken "Kyrkans år".